# Śląski Inspektorat Okręgowy Straży Celnej
Śląski Inspektorat Okręgowy Straży Celnej – jednostka organizacyjna Straży Celnej pełniąca służbę ochronną na granicy polsko-niemieckiej w latach 1927–1928.

## Formowanie i służba graniczna
W lipcu 1927 roku przeprowadzono reorganizację Straży Celnej. Zniesiono instytucje starszych inspektorów Straży Celnej, istniejące przy dyrekcjach ceł i a powołano w ich miejsce inspektoraty okręgowe Straży Celnej. Śląski Inspektorat Okręgowy Straży Celnej obejmował granicę od styku z inspektoratem wielkopolskim leżącym w rejonie miejscowości Siemianowice i Chruścin i dalej na południe aż do granic Polski, Czechosłowacji i Niemiec. Długość odcinka wynosiła 297 km.
Rozporządzeniem Prezydenta Rzeczypospolitej Polskiej Ignacego Mościckiego z 22 marca 1928 roku, do ochrony północnej, zachodniej i południowej granicy państwa, a w szczególności do ich ochrony celnej, powoływano z dniem 2 kwietnia 1928 roku Straż Graniczną. Śląski Inspektorat Okręgowy Straży Celnej przeorganizowany został na Śląski Inspektorat Okręgowy Straży Granicznej.

## Funkcjonariusze inspektoratu
W skład inspektoratu okręgowego etatowo wchodziło osiem osób, w tym czterech oficerów. Był to jeden starszy inspektor, dwóch starszych komisarzy, jeden komisarz, jeden starszy przodownik, jeden przodownik i dwóch strażników:
- kierownik inspektoratu – mjr Wacław Budrewicz
- adiutant – komisarz Jan Koszykiewicz
- oficer wywiadu – komisarz Gustaw Sebrat
- kwatermistrz – Wiktor Skrzypka

## Struktura organizacyjna
Organizacja inspektoratu w 1927 roku :
- komenda – Katowice
  - Inspektorat Graniczny Straży Celnej „Cieszyn”
  - Inspektorat Graniczny Straży Celnej „Piaśniki”
  - Inspektorat Graniczny Straży Celnej „Praszka”
  - Inspektorat Graniczny Straży Celnej „Rybnik”
  - Inspektorat Graniczny Straży Celnej „Tarnowskie Góry”